# Psychotria adamawae
Espèce
Psychotria adamawae O.Lachenaud est une espèce d'arbrisseaux de la famille des Rubiacées et du genre Psychotria, présente au Cameroun dans la Région de l'Adamaoua – à laquelle elle doit son épithète spécifique adamawae – également à l'est du Nigeria.